# فين قلبي (فلم)
فين قلبي فيلم مصري تم إنتاجه في عام 2017 في عيد الميلاد ، بطولة مصطفى قمر ، تأليف مصطفى قمر ، إخراج إيهاب راضي، تسويق شركة Daddy Media 

## ملخص القصة
في قالب رومانسي كوميدي، يتزوج رجل من الفتاة التي كان يحبها، وبالرغم من ذلك لا يزال قلبه بعد الزواج معلقًا بحبه القديم، ليعيش طوال الوقت صراعًا بينهما.

## طاقم العمل

### ابطال الفيلم
| - مصطفى قمر: يوسف - شيري عادل: هانيا - يسرا اللوزي: فريدة - إدوارد: سعيد - إيمان السيد: سميحة - رمزي لينر: عاصم | - حامد الشراب: شريف - حسن عبد الفتاح: حسين - نهير أمين: والدة هانيا - ناصر سيف: أرمان سركسيان - شيرين: سميرة صاحبة محل الورد - محمد لطفي: أسامة ضابط شرطة | - حميد الشاعري: شخصيته الحقيقية - لطفي لبيب: طبيب أم هانيا - حمادة هلال: شخصيته الحقيقية - عزت أبو عوف: والد يوسف - هاني رمزي: شخصيته الحقيقية - تيام قمر: يوسف (وهو صغيرً) |

- بهجت عدلي:طبيب فريدة - ندى بهجت: جينا - مي جمال: فريدة صغيرة - أحمد الشامي:مدير شركة الطيران - عمر الصياد:الطفل رضا - لؤي عبد السميع: عامل محل الورد - سحر عبد الحميد:جارة سميحة - ندى رحمي: فتاة الفنجان - ماريان صلاح: فتاة الجاليري - علي جمال الدين: ساعي شركة التأمين - عاطف عمار:ضابط الجاليري - عادل البنا:طبيب أبن سعيد - جورج غبور:عامل الدليفري - ياسر جودة:محامي عاصم - أحمد سند:ضابط شرطة

## روابط خارجية
- مقالات تستعمل روابط فنية بلا صلة مع ويكي بيانات